# ناشناس والسیانوس
ناشناس والسیانوس (انگلیسی: Anonymus Valesianus) یک عنوان متعارف برای مجموعه‌ای از دو رویدادنامه با زبان لاتین عامیانه است که به خاطر ویراستار مدرن آن، هنریکوس والسیانوس، نام‌گذاری شده‌است. او این متون را برای اولین بار در سال ۱۶۳۶ به همراه اولین نسخه چاپی خود «Res Gestae» آمیانوس مارسلینوس منتشر کرد. با این وجود این دو قطعه ارتباطی ندارند، یکی مربوط به قرن چهارم و دیگری مربوط به قرن ششم است. تنها ارتباط این دو قطعه، حضور آنها در یک نسخه خطی و تاریخچه ویراستاری آنها با هم است. هنگامی که برادر هنریکوس، هادریان در سال ۱۶۸۱، ناشناس والسیانوس را دوباره ویرایش کرد، اولین بار بود که این دو گزیده به وضوح از هم جدا شدند.
این شامل دو اثر تاریخی متمایز است: (۱) گزیده‌هایی از تاریخ یا زندگی‌نامه سیاسی کنستانتین بزرگ که به سبک کلاسیک نوشته شده‌است و (۲) تاریخچه مختصری از وقایع ایتالیا در آخرین روزهای امپراتوری غرب عمدتاً بر تئودوریک بزرگ، پادشاه اوستروگوت‌ها تمرکز دارد که به سبکی عامیانه متمایز نوشته شده‌است.
خش اول که معمولاً به عنوان Origo Constantini شناخته می‌شود. این تصور را می‌دهد که زندگی‌نامه کنستانتین از زمان تولدش در نایسوس تا مرگش در نزدیکی نیکومدیا است. با این حال، روایت موجود در گزیده‌ها تقریباً به‌طور انحصاری بر رویدادهای سیاسی و نظامی دوران اولیه زندگی او (۳۰۵–۲۴) متمرکز است. هفت سال آخر سلطنت، توجه کمتری را دریافت کرده‌است. این اثر که اکنون به‌طور کلی به عنوان «منبع دقیق» در مورد رویدادهایی که پوشش می‌دهد، شناخته می‌شود.